# Düsseldorfská fotografická škola

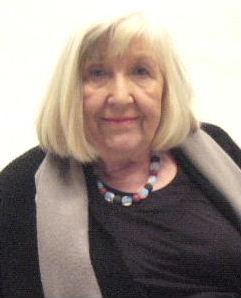
Hilla Becherová, 2011

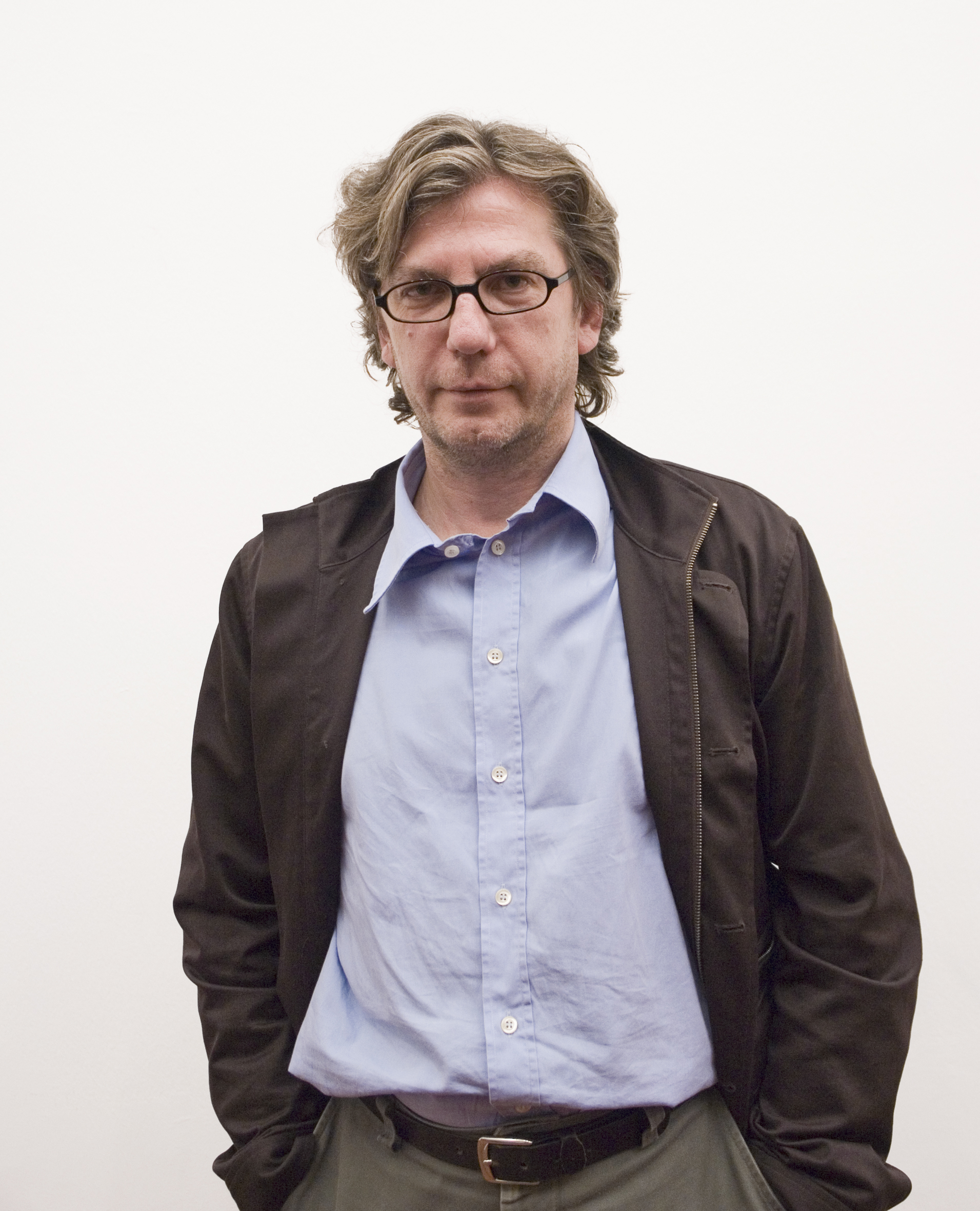
Thomas Ruff

Düsseldorfská fotografická škola (Düsseldorfer Photoschule nebo Düsseldorfer Fotoschule) je škola, kterou v druhé polovině 20. století založili fotografové Bernd a Hilla Becherovi a sdružuje umělecké fotografy. 

## Historie
Jejich centrum bylo v düsseldorfské Akademii výtvarných umění, kde byl Bernd Becher v letech 1976–1996 profesorem fotografie a další centrum bylo ve studiu Bernda a Hilly Becherových v Düsseldorf-Kaiserswerthu.
Za své předchůdce považovali fotografy nové věcnosti s díly z 20. let a raných 30. let 20. století, které tvořili zejména August Sander, Karl Blossfeldt a Albert Renger-Patzsch.
K Düsseldorfské fotoškole kromě zakládajících členů patří ještě Laurenz Berges, Elger Esser, Andreas Gursky, Candida Höferová, Axel Hütte, Simone Nieweg, Thomas Ruff, Jörg Sasse, Thomas Struth, Petra Wunderlich.
Rukopis členů fotoškoly je chladný, popisný a často fascinující typ technicky dokonalé fotografie, který se posléze rozšířil po světě.